# Robert Kiesel
Robert Kiesel   (Sacramento, 30 d'agost de 1911 - Boise, 6 d'agost de 1993) va ser un atleta estatunidenc, especialista en curses de velocitat, que va competir durant la dècada de 1930.
El 1932 va prendre part en els Jocs Olímpics de Los Angeles, on va guanyar la medalla d'or en els 4x100 metres relleus del programa d'atletisme. Formà equip amb Hector Dyer, Emmett Toppino i Frank Wykoff.

## Millors marques
- 100 metres llisos. 10.4" (1932)
- 200 metres llisos. 21.2" (1934)[1][2]